# Jan Andegaweński
Jan Andegaweński (ur. 1354, zm. 1360) – książę Chorwacji, Dalmacji i Slawonii, jedyny syn Stefana Andegaweńskiego i Małgorzaty Bawarskiej.

## Życiorys
Jan urodził się wiosną lub latem 1354 r. jako drugie dziecko Stefana, królewicza węgierskiego i księcia Chorwacji, Dalmacji i Slawonii oraz Małgorzaty Bawarskiej, cesarzówny rzymsko-niemieckiej.
Ze strony ojca jego dziadkami byli Karol Robert, król Węgier i Elżbieta Łokietkówna, królewna polska, natomiast ze strony matki byli to Ludwik IV, cesarz rzymski i Małgorzata II, hrabina Hainaut. Miał starszą siostrę Elżbietę.
Ojciec Jana zmarł 9 sierpnia 1354 r. Rok później matka Jana opuściła Węgry pozostawiając dzieci w Budzie. Z uwagi na brak potomków w węgierskiej linii Andegawenów król Węgier Ludwik Wielki w 1358 r. uczynił Jana, swego bratanka, potencjalnym dziedzicem korony węgierskiej i polskiej.
Jan zmarł w 1360 r. z nieznanych przyczyn. Prawa do tronu Węgier i Polski przeszły na jego siostrę Elżbietę, jednak już 10 lat później ich stryj Ludwik doczekał się córki.